# Xylota plumipes
Xylota plumipes är en tvåvingeart som först beskrevs av Heikki Hippa 1985.  Xylota plumipes ingår i släktet vedblomflugor, och familjen blomflugor. Inga underarter finns listade i Catalogue of Life.